# شهرستان وبر (یوتا)
شهرستان وبر، یوتا یکی از شهرستان‌های ایالت یوتا است. جمعیت این شهرستان ۲۳۱.۲۳۶ نفر بوده و مساحتی بالغ بر ۱.۷۱۰ کیلومترمربع دارد. مرکز این شهرستان شهر اودن است. دانشگاه ایالتی وبر در این شهر (اودن) قرار دارد.